# Torre de televisión de Sapporo
La Torre de Televisión de Sapporo (さっぽろテレビ塔 Sapporo Terebi-tō?), es una torre de televisión de 147,2 metros de altura construida en 1957, que tiene un mirador a 90,38 metros de altura. Situada en los terrenos del Parque Odori, en el norte de Sapporo, Hokkaido, Japón, la torre está abierta a turistas, que pueden contemplar desde el mirador el Parque Odori y todo Sapporo.

## Historia

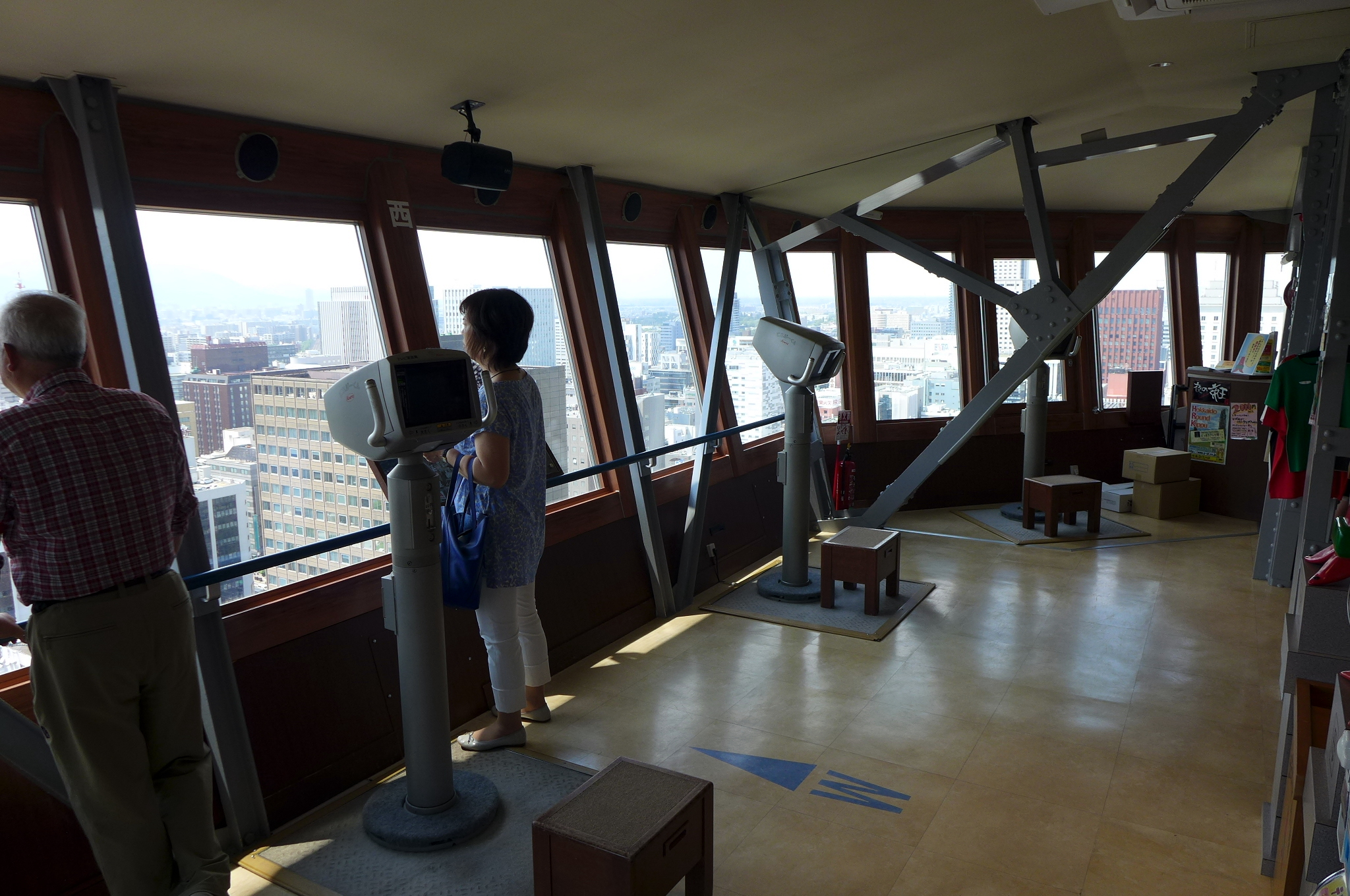
El mirador de la torre.

La torre fue construida en 1957 por Tachū Naitō, un arquitecto japonés que es conocido por haber diseñado la Torre de Tokio y el Tsūtenkaku. Su construcción costó un total de 170 millones de yenes. Desde que se estableció el transmisor del Monte Teine, la Torre de Televisión de Sapporo ha funcionado como repetidor de AIR-G' y FM North Wave, una emisora de Sapporo.
En 1961 se instalaron relojes digitales a una altura de 65 metros desde el suelo, que fueron donados por Matsushita Electric Industrial Co., un fabricante de productos electrónicos. Esta instalación fue sugerida por el fundador de la empresa, Konosuke Matsushita, que pensó que estos relojes digitales atraerían mayor atención a la torre. Estos relojes, instalados en los cuatro lados de la torre, han sido reparados dos veces: en 1998 y 2006. La torre fue renovada tanto interior como exteriormente en 2002, renovación en la que se cambió el color de las paredes exteriores de la segunda y la tercera planta de verde pálido a verde oscuro. En la segunda reparación de los relojes digitales, en 2006, se usaron ledes y el anuncio justo debajo de los relojes se cambió de National a Panasonic.
La Torre de Televisión de Sapporo celebró su cincuenta aniversario en 2007, con ocasión del cual se llevaron a cabo algunos eventos y campañas de descuento. Recientemente, se ha propuesto la construcción de una nueva torre de televisión de 650 metros de altura, que tendría una superficie de 7800 m² y un mirador a 500 metros. Esta nueva torre superaría al Tokyo Skytree (634 metros) si se construye. La nueva torre también albergaría un hotel, oficinas e instalaciones deportivas.

## Descripción

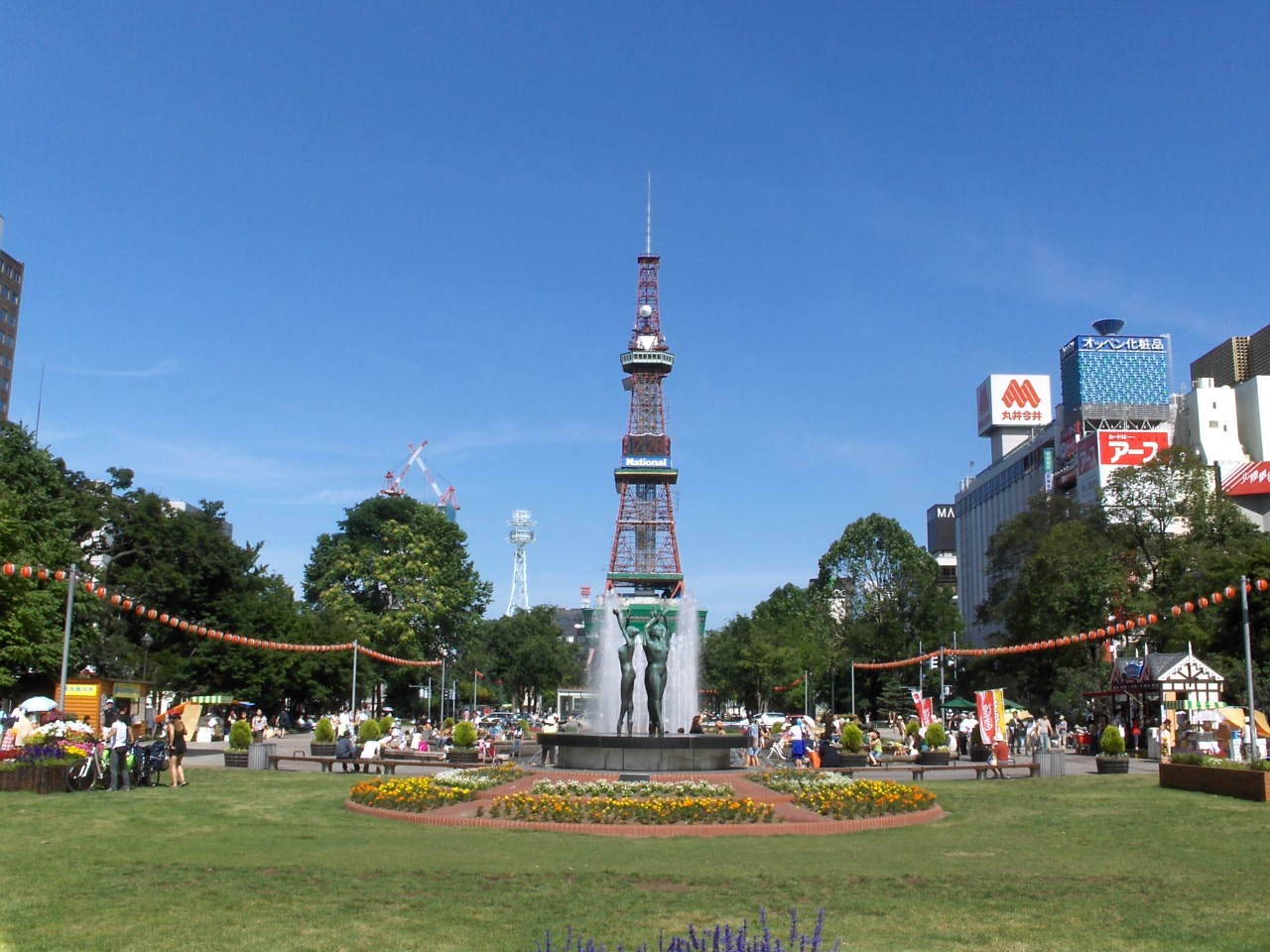
Vista de la torre desde el Parque Odori.

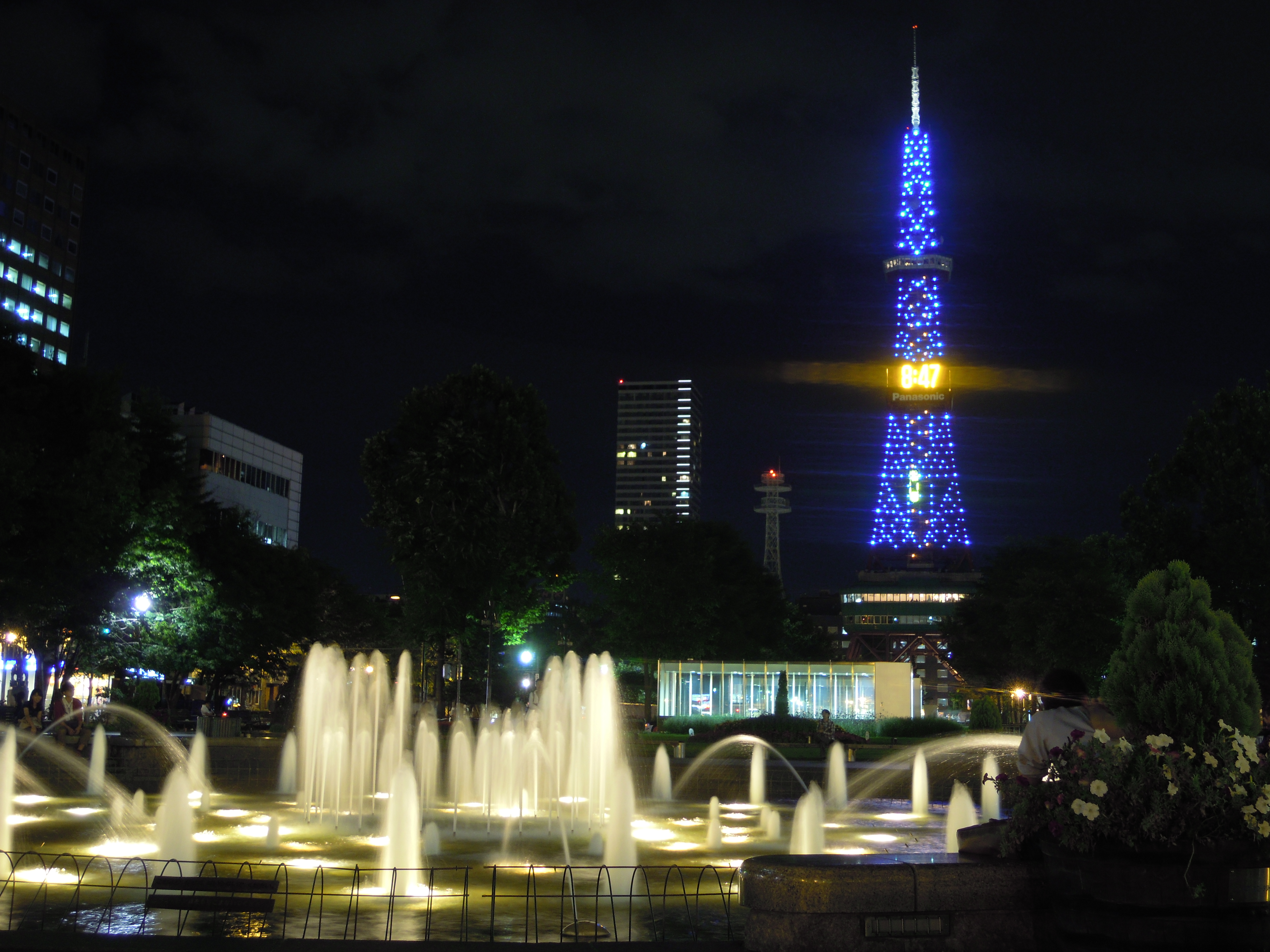
Noche

La planta baja de la Torre de Televisión de Sapporo alberga un centro de información y una tienda. La sala multiusos y la oficina administrativa de la torre se sitúan en la segunda planta, y en la tercera planta hay una tienda de recuerdos y un restaurante. El sótano la conecta con Aurora Town, un centro comercial subterráneo que contiene un conjunto de varios restaurantes llamado Tele-chika Gourmet Court.
El ascensor al mirador, situado a 90 metros de altura, se toma en la tercera planta, donde los visitantes tienen que comprar entradas para continuar hasta el mirador. Desde él, se puede ver todo el Parque Odori, el Monte Ōkura y Maruyama. Con una altura de 147,2 metros, la Torre de Televisión de Sapporo era la figura más prominente de Sapporo, pero recientemente se han construido muchos rascacielos alrededor del Parque Odori, que hacen que la torre destaque menos.

## Apariciones en la cultura popular
La torre ha aparecido en las siguientes películas:
- Godzilla vs. King Ghidorah[3]
- Godzilla vs. SpaceGodzilla[3]
- The last love song on this little planet[3]